# Орхан Исмаилов
Орхан Ахмедов Исмаилов е български политик. Владее английски език и турски език.

## Биография
Доц. д-р Орхан Исмаилов е роден на 16 септември 1979 г. в град Търговище. През 2002 година става военно–команден профил в НВУ „Васил Левски“ гр. Велико Търново с военно звание „Лейтенант“ и гражданска специалност „Машинен инженер“. През 2005 година се дипломира в Академията на МВР по специалността „Защита на националната сигурност“. Специализира в Canadian Forces Language School Detachment Borden. През 2007 година завършва ВТУ „Св. св. Кирил и Методий“, специалност „Право“. През 2009 година придобива образователна и научна степен „доктор“ въз основа на защитена дисертация на тема: „Защита на класифицираната информация в условия на кризи“. През 2012 година придобива академична степен „доцент“ въз основа на монографичен труд „Защита на класифицираната информация в условия на кризи – стратегически приоритет на политиката за национална сигурност“. На парламентарните избори в България през 2013 година е водач на листата на коалицията между Касим Дал и НДСВ в Търговище. На 27 ноември 2016 г. на първия редовен конгрес е избран за Председател на Политическа партия „Народна партия свобода и достойнство“

## Кариера
- 2002 – 2003 г. – Десето военно окръжие, гр. София, Отбрана и въоръжени сили, Инструктор-командир на взвод, Отдел „Сержанти и войници от резерва“[1]
- 2003 – 2007 г. – След Решение на Министерския съвет за определяне на състава на Държавната комисия по сигурността на информацията и със заповед на министър-председателя е назначен за заместник-председател на комисията. Участвал е в множество форуми и работни групи на НАТО и ЕС в областта на защитата на информацията[1]
- 2007 – 2009 г. – Член на управителния съвет в ДП „ТСВ“[1]
- 2007 – 2012 г. – Заместник-председател на Комисията за разкриване на документите и за обявяване на принадлежност на български граждани към Държавна сигурност и разузнавателните служби на Българската народна армия[1]
- 2012 – 2014 г. – Член на Комисията за разкриване на документите и за обявяване на принадлежност на български граждани към Държавна сигурност и разузнавателните служби на Българската народна армия[1]
- 2014 – 2017 г. – заместник – министър на Министерство на отбраната
- 27 ноември 2016 г. – Председател на Политическа партия „Народна партия свобода и достойнство“